# Marshalltown
Marshalltown é um município do estado de Iowa nos Estados Unidos.